# バルベリーニ駅
バルベリーニ駅 (Barberini - Fontana di Trevi)はトレーヴィ区にあるローマ地下鉄のA線の駅の一つで、1980年に開業した地下駅である。
当初の名称は「Barberini」であったが2000年に改称された。
駅はバルベリーニ広場に位置し、出入口のいくつかが同名の映画館に隣接したバルベリーニ広場にある。またそこは、ヴェーネト通りの支点であり、ハチの泉に近い。
駅のアトリウムはいくつかのアルテメトロ・ローマ受賞のモザイクで飾られている。それらの作者はグラツィアーノ・マリーニとHeinz Markとなっている。これらのモザイクの写真はここで見ることができる。 
2019年5月現在、バルベリーニ駅は無期閉鎖中。

## 周辺

### バルベリーニ広場
- - トリトンの泉
  - ハチの泉
  - ヴェーネト通り
    - サンタ・マリーア・デッラ・コンチェツィオーネ教会 (イ・カップッチーニ)

  - トリトーネ通り
  - ビッソラーティ通り
  - バルベリーニ通り
  - システィーナ通り
- クアットロ・フォンターネ通り

### クイリナーレ
- クイリナーレ宮殿
- バルベリーニ宮殿
- クアットロ・フォンターネ
- クイリナーレ広場

### トレヴィの泉広場
- サンティ・ヴィンチェンツォ・エ・アナスタージオ教会 バルトロメーオ・ピネッリの墓がある。

### その他
- サン・ベルナルド広場
- サン・シルヴェストロ広場
- サンティ・アポストリ広場
- マドンナ・デッラルケット
- ブーファロ宮殿
- サンタ・マリーア・イン・トリーヴィオ
- サンタ・マリーア・イン・ヴィーア教会

## 施設
駅には以下の施設がある:
- エスカレーター